# Enrique Ruelas Espinosa
Enrique Ruelas Espinosa (Pachuca, Hidalgo; 1913-Ciudad de México, 6 de octubre de 1987) fue un profesor, funcionario, guionista de cine, dramaturgo y director teatral mexicano. 

## Biografía
Ruelas Espinosa nació en Pachuca (Hidalgo) en 1913. Estudió Derecho en la Universidad de Guanajuato (UG). Impartió clases en su alma mater y en la Universidad Nacional Autónoma de México (UNAM). 
Se desempeñó en distintos cargos de la administración pública y privada:
- Representante del Departamento de Cooperación Intelectual de la Secretaría de Educación Pública (SEP), en el área de Teatro y Cine, ante la United Nations Educacional, Scientific and Cultural Organization (UNESCO, 1947-1949);
- Secretario del Centro Mexicano de Teatro (1949-1963);
- Director de Teatro del Canal 4, de Telesistema Mexicano (1951);
- Subdirector del Instituto de Cultura Cinematográfica de la Universidad Iberoamericana (1957-1960);
- Jefe del Departamento de Actividades Estéticas de la Escuela Nacional Preparatoria, y del Departamento de Literatura y Dramática de la Facultad de Filosofía y Letras de UNAM (1976).

En 1944 se incorporó al profesorado de la Facultad de Filosofía y Bellas Artes (hoy Facultad de Filosofía y Letras) como catedrático de una de las asignaturas optativas sobre especialización en Arte Dramático de la maestría en Letras.
Junto a Fernando Wagner y Rodolfo Usigli, fundó en 1959 la «licenciatura en Literatura Dramática y Teatro», la carrera más antigua de teatro en el país.
Además, Enrique Ruelas Espinosa incursionó en la industria cinematográfica como guionista y argumentista del largometraje Lazos de fuego (René Cardona, 1948), y fue asesor dramático de la película Caperucita y sus tres amigos (Dir. Roberto Rodríguez, 1960).
Murió un 6 de octubre de 1987 en la Ciudad de México. Sus restos se encuentran sepultados en las criptas de la Basílica Colegiata de Ntra. Sra. de Guanajuato, en Guanajuato Capital. 

### Entremeses cervantinos
En 1952 fundó el Teatro Universitario de Guanajuato (TUG). A partir de 1953 representó los Entremeses Cervantinos en plazas de la ciudad de Guanajuato, donde participaban estudiantes de la UG y gente del pueblo. Los entremeses cervantinos fueron puestos en escena en entornos naturales, aprovechando la arquitectura y paisajes reales de Guanajuato, lo que brindó un mayor significado e impacto en el público. Después de todo, la arquitectura acercó a la España del siglo XVIII así como a Cervantes y su tradición al Guanajuato del siglo XX. El trabajo continuo de Ruelas generó un cambio económico y social en la marchita ciudad minera, que se instituyó como una de las primeras capitales culturales de América Latina.
A lo largo de cinco décadas, el TUG fue edificando un repertorio proclive al teatro clásico español: Tres entremeses de Miguel de Cervantes, que se representan -hasta hoy- en el atrio del templo de San Roque; Los pasos, de Lope de Rueda (1955), que se escenificaba en la Plazuela de Mexiamora y después en San Cayetano; Yerma (1963), de Federico García Lorca, que se montó en San Matías, junto al lecho del río, posteriormente en Pueblito de Rocha, durante 13 años; El retablillo jovial, de Alejandro Casona (1957), que fue escenificada en el Mesón de San Antonio; El caballero de Olmedo de Lope de Vega en el barrio de San Javier, Las estampas del Quijote (1972), en la plazuela de Cata y Dos hombres en la mina (1979) de Ferenc Herczeg, que se representa en el interior de la mina del Nopal. Esta última rescata, por otra parte, la identidad minera que posee la ciudad y sus pobladores, a manera de homenaje a todos aquellos hombres que de alguna manera nacieron, crecieron y murieron en las minas de plata. Todas estas obras dirigidas por Enrique Ruelas, al utilizar escenarios naturales de la ciudad e incluir la participación de los propios pobladores, fueron dando un carácter patrimonial a la manifestación artística impulsada desde el TUG, a la postre representó parte importante del patrimonio artístico de los guanajuatenses.
Entre sus numerosas puestas en escena destacan: Don Juan Tenorio, de José Zorrilla (1943); Un día de octubre, de Kaiser (1949); Muertos sin sepultura, de Jean-Paul Sartre (1950); El emperador Jones, de Eugene O’Neill (1950); Saber morir, de Wilberto Cantón (1950); Arsénico y encaje, de Kesselring (1952); La soga, de Halmiton (1953); Cristóbal Colón, de Fernando Benítez (1954); El caballero de Olmedo, de Lope de Vega (1962) y Estampas de Quijote (1972), entre otras.